# Karagiozis

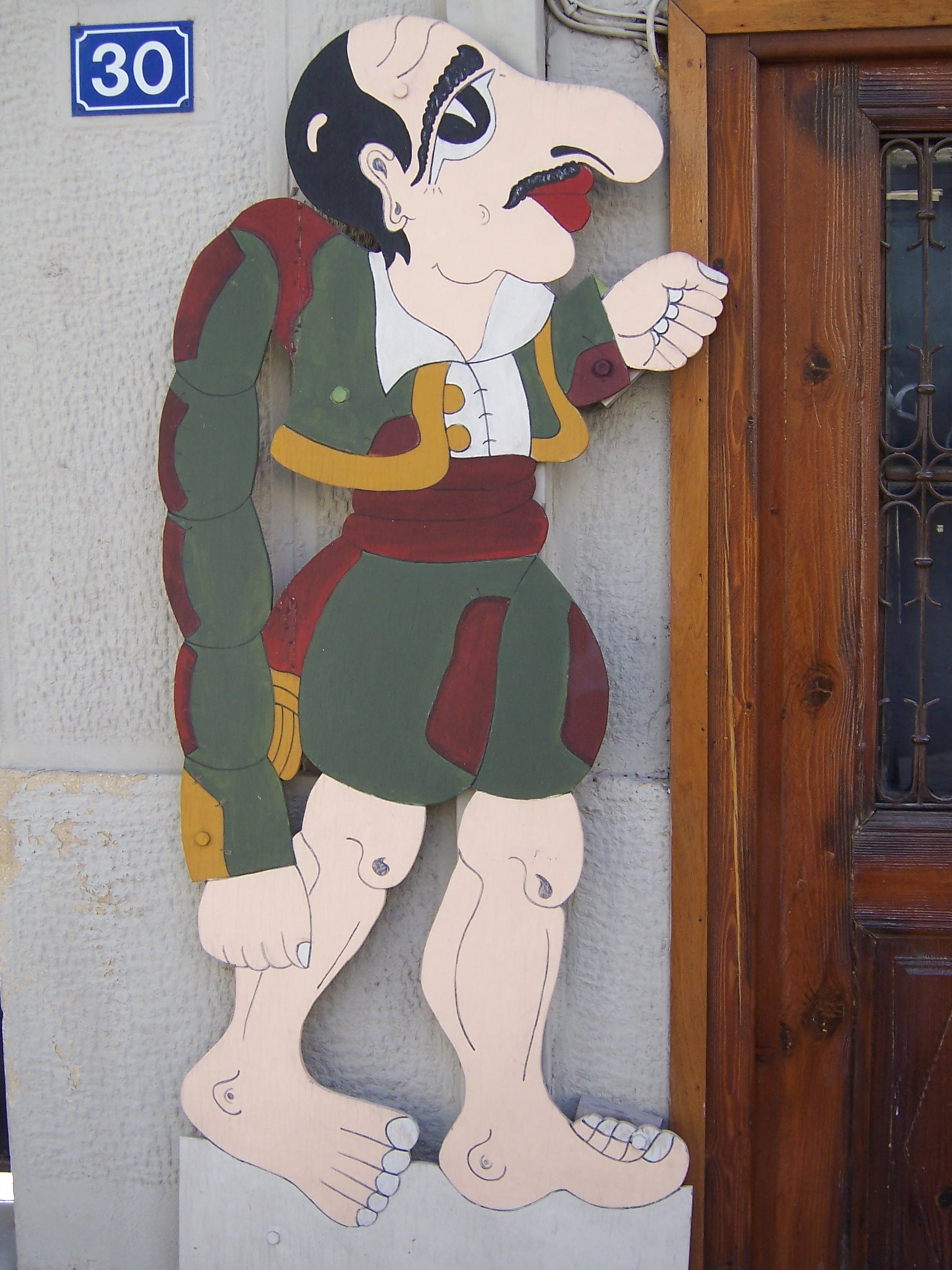
Karaghiozis

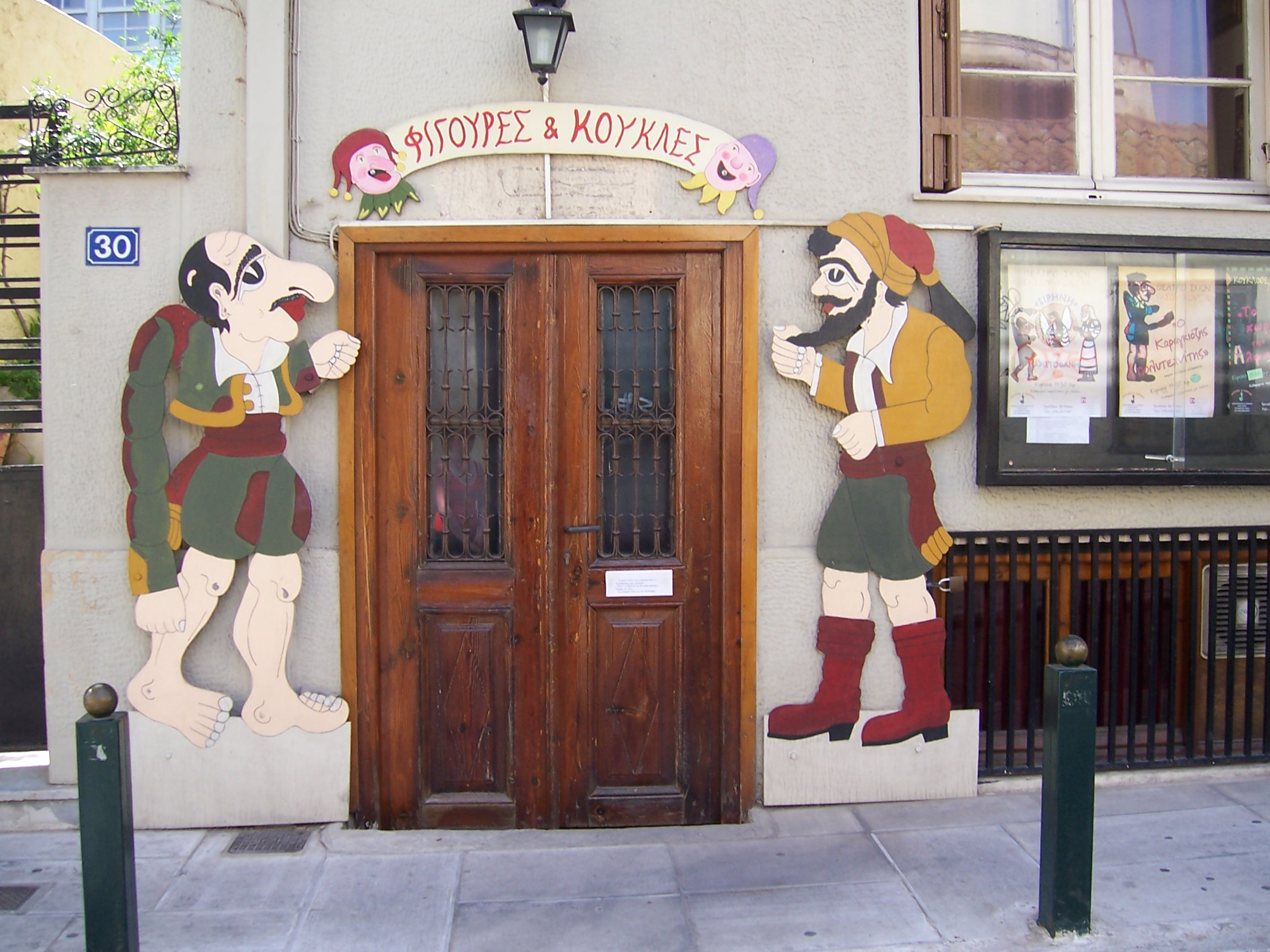
Karaghiozis (ook op affiche)

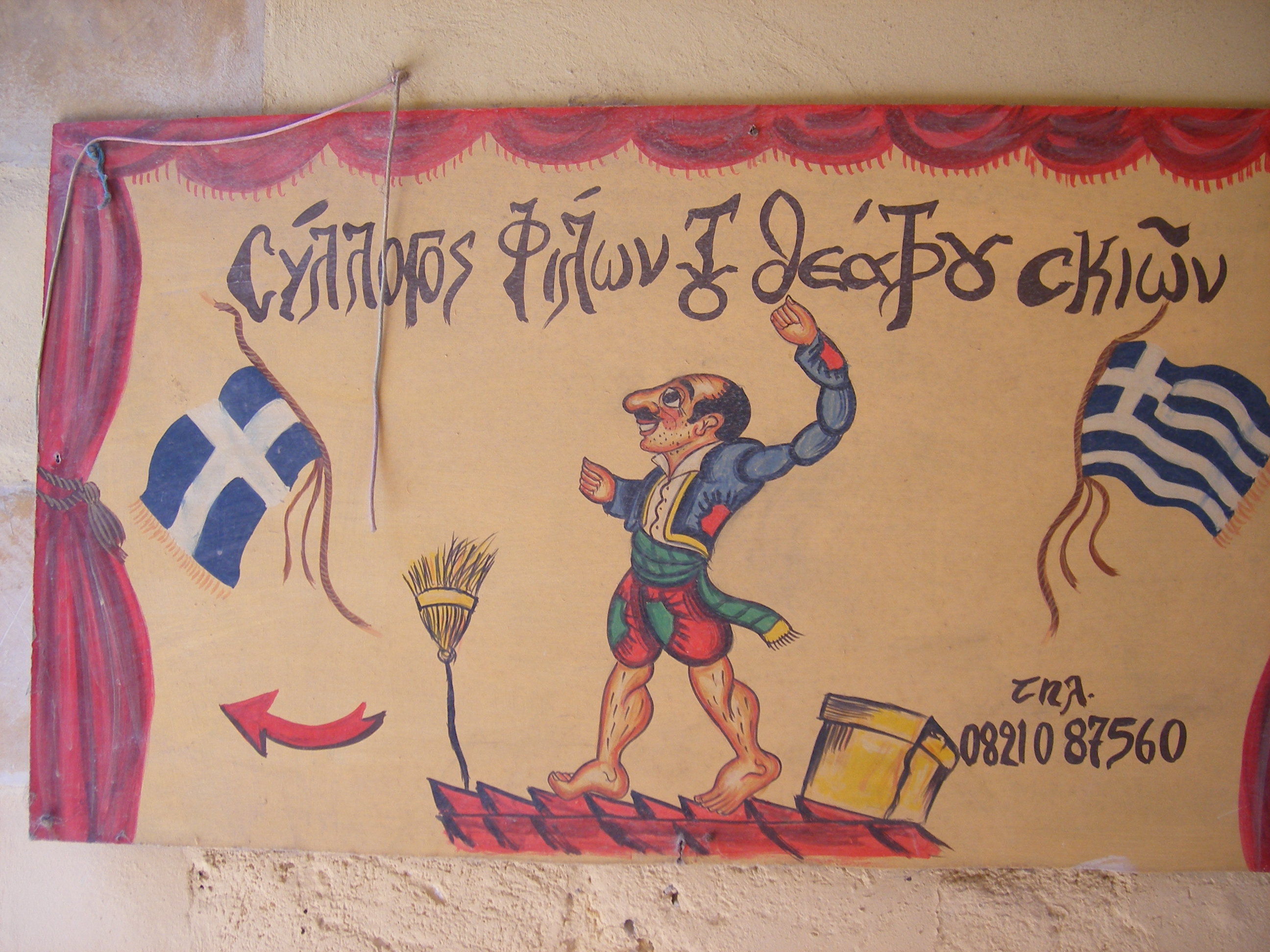
Karaghiozis, Kreta

Karaghiozis of Karagiozis (Grieks: Καραγκιόζης) is een personage uit de Griekse folklore en het Griekse schimmenspel. 
Karaghiozis is een arme man met een bochel, zijn rechterarm is altijd lang. Hij heeft altijd blote voeten en draagt gescheurde en opgelapte kleding. Hij woont met Aglaia en zijn drie jongens in een hut. Door armoede gedwongen, gebruikt Karaghiozis listen om zijn familie te onderhouden. Karagiozis houdt van eten en slapen. Hij heeft sociale contacten met Hadjiavatis (ook wel Hadji Ivat), meer dan andere personages, en wordt vaak door hem geïnformeerd. 
Karaghiozis is in Griekenland een soort scheldnaam, vergelijkbaar met clown.

## Schimmenspel
In de zestiende eeuw werd het schimmenspel bekend onder de Turkse moslims. Opvallend was het scatologische taalgebruik en uitstekende fallus. Karaghiozis kwam in de negentiende eeuw, tijdens Ottomaans bewind, naar het vasteland van Griekenland. Het spel wordt tegenwoordig nog opgevoerd in Turkije, vooral tijdens Ramadan. 
Er zijn verschillende versies over de komst van het schaduwspel. Een daarvan vertelt dat een Griekse koopman de kunst vanuit China meebracht. Anderen zeggen dat juist Grieken de legende tijdens Ottomaans bewind hebben gecreëerd, om de sultan te vermaken. Weer anderen vertellen over Karagöz en Hacivat, die werkten aan de bouw van de moskee van Bursa in de veertiende eeuw.

## Het verloop
De hut staat links en het paleis (sarayı) van de sultan staat rechts. Karagiozis verschijnt zingend en dansend met zijn drie zonen. Hij verwelkomt het publiek en heeft een komische dialoog met zijn kinderen. Dan gaat hij zijn hut binnen. 
De vizier of lokale Ottomaanse heerser vertelt dat er een probleem is en dat er iemand nodig is voor een bepaalde daad. Hadjiavatis begint dit nieuws te verkondigen (meestal zingend) tot Karaghiozis het hoort. Eerst is Karaghiozis ontstemd door het geschreeuw, maar al snel ziet hij een manier om aan geld te komen (soms door de vizier te helpen, soms juist niet). Soms vraagt Karaghiozis of Hadjiavatis hem wil helpen met het uitvoeren van zijn plan.
Karaghiozis probeert de vizier te helpen, of bedriegt hem juist. De karakters komen na elkaar in de scène (meestal worden ze geïntroduceerd door een lied, wat bij deze personage hoort). Karaghiozis heeft een lachwekkende dialoog met het karakter, houdt hen voor de gek en in andere gevallen wordt hij geërgerd en stuurt hen weg.
Op het eind wordt Karaghiozis beloond door de vizier, of zijn bedrog komt aan het licht en hij krijgt straf.
Enkele bekende spellen zijn:
- Alexander de Grote en de Vervloekte Slang
- Karagiozis de dokter
- Karagiozis de kok
- Karagiozis de senator
- Karagiozis de geleerde
- Karagiozis de profeet
- Karagiozis de visser
- Karagiozis en de gorilla
- Karagiozis en de geest

"Έξελθε κατηραμένε οφι, διότι αν δεν έξελθες, θα σε έξελθω εγώ" ("Exelthe ofi katiramene, dhioti an dhen exelthe essy, tha se exelthe ego" - "Kom naar buiten vervloekte slang, want als je niet naar buiten komt, doe ik je naar buiten komen") is een bekende zin uit "Alexander de Grote en de Vervloekte Slang".

## Personages
- Kollitiria (Κολλητήρια), Karagiozis' drie kinderen. In enkele versies worden de namen Kollitiri, Kopritis en Birikokos gebruikt.
- Aglaia, (Αγλαΐα) Karagiozis' vrouw, meestal wordt ze niet gezien, maar wordt haar stem gehoord vanuit het huis.
- Hadjiavatis (Χατζηαβάτης), (de Turkse tegenhanger is Hacivat) vriend van Karagiozis en sidekick, eerlijk en wordt vaak de dupe van de plannen. Zijn naam betekent "altijd toegevelijk persoon tegenover de bezetter".
- Barba Yorgos (Μπάρμπα Γιώργος, "Uncle George"), hij staat voor de man uit de bergen, wreed en erg sterk. Hij is een Vlach uit Roemelië.
- Stavrakas (Σταύρακας), de enige pop met een lange onafhankelijke arm, zoals Karagiozis. Hij staat voor de Mangascultuur. Karagiozis plaagt hem vaak.
- Sior Dionysios (Σιορ Διονύσιος), een Italiaanse heer uit Zakynthos, trots op zijn afkomst van de Ionische Eilanden. Hij zingt cantades en spreekt in dialect.
- Morfonios (Μορφονιός), Europese softie, hij is erg lelijk met een grote kop met een extreem grote neus, maar hij acht zich knap zijn en wordt vaak verliefd. Hij roept vaak een geluid als "whit!"
- Solomon (Σολομών), een rijke Jood.
- Vizier (Βεζύρης), ook Pasha (Πασάς) genoemd, een dominante figuur van de bezetter-kant, hij woont in het paleis. Hij start een nieuw verhaal met de aankondiging van proeven, daden en testen.
- Fatme (Φατμέ) is Pasha's mooie dochter.
- Veligekas (Βελιγκέκας), een Albanese wacht van het paleis, hij slaat Karagiozis vaak. Hij is de uitvoerende arm van de Pasha.
- Sommige spelers hebben andere personages ingevoerd, zoals de oude vader van Karagiozis en Nontas, vriend van Stavrakas.

## De marionetten
De marionetten werden oorspronkelijk van kamelen-huid gemaakt, ze werden bewerkt tot ze doorschijnend waren. De marionetten zijn tweedimensionaal en altijd in profiel. Tegenwoordig worden de poppen vaak van karton gemaakt. Traditionele marionetten gaven zwarte schaduwen op het witte doek, maar meer recente poppen hebben gaten met gekleurde zijde of plastic materialen die gekleurde schaduwen creëren. De romp, taille, voeten en soms de ledematen, zijn afzonderlijke stukken die samengevoegd worden met pinnen. Twee karakters, de Jood en Morfonios, hebben gewrichten in de nek en een flexibele kop.

## Immaterieel cultuur erfgoed
Groot was de consternatie in Griekenland toen in 2010 bekend werd dat Karagiozis door UNESCO erkend zal worden als ‘immaterieel cultureel erfgoed’ van Turkije. Als immaterieel cultureel erfgoed erkent en beschermt UNESCO bepaalde vaardigheden, gebruiken en kennis van volkeren en gemeenschappen. Dat Karagiozis oorspronkelijk uit het Ottomaanse rijk komt en samen met het schaduwtheater via Klein-Azië naar Griekenland is overgewaaid in de 19de eeuw, is algemeen aanvaard. Maar al even algemeen aanvaard is dat het hele volkstheater er in de loop der tijden erg 'vergriekst' is, en uiteindelijk een essentieel onderdeel geworden is van het Griekse cultureel erfgoed; levend erfgoed, gelet op de blijvende populariteit van het Karagiozisfiguurtje.